# CLAMP
Denna artikel handlar om mangaskaparna CLAMP. För Shirley Clamp, se Shirley Clamp.
CLAMP är signaturen för en mangaka-grupp bestående kvinnor som tecknar manga. Gruppen bildades 1989 och bestod då av tolv kvinnor, bl.a. Tamayo Akiyama, Soushi Hisagi, O-Kyon, Kazue Nakamori, Inoue Yuzuru, Sei Nanao, Shinya Ohmi och Leeza Sei. 1990 hade antalet medlemmar minskat till sju. Ytterligare tre medlemmar lämnade gruppen under arbetet med debutserien RG Veda. Idag utgörs CLAMP av fyra kvinnor - Ageha Ohkawa (även kallad Nanase Ohkawa), Tsubaki Nekoi, Mokona och Satsuki Igarashi.
CLAMP är en av Japans mest populära och framgångsrika mangaka-grupper. Många av deras mangaserier har gjorts om till anime. Typiskt för CLAMP:s serier är att de ofta blandar element från olika genrer, vilket gör att fans av såväl shoujo som shounen attraheras av historierna. Många av deras serier har dessutom kopplingar till varandra, och det är inte ovanligt att samma karaktär, eller en alternativ version av en redan känd karaktär, dyker upp i flera olika serier.
CLAMP ger för närvarande ut tre olika mangaserier i Japan; Tsubasa: RESERVoir CHRoNiCLE, xxxHolic och Kobato.

## CLAMP:s nuvarande medlemmar
- Ageha Ohkawa
- Mokona
- Tsubaki Nekoi
- Satsuki Igarashi

## Mangaserier under produktion
- Clover
- Kobato
- Legal Drug
- Tsubasa: RESERVoir CHRoNiCLE
- X
- xxxHolic
- gate 7

## Avslutade mangaserier
- Cardcaptor Sakura
- Angelic Layer
- Chobits
- CLAMP no Kiseki
- CLAMP gakuen tanteidan (CLAMP School Detectives)
- Duklyon: CLAMP School Defenders
- The legend of Chun Hyang
- Magic Knight Rayearth
- 20 Mansou ni Onegai/20 masks, please!
- Miyuki-chan in Wonderland
- The one I love
- RG Veda
- Shirahime-Syo: Snow Goddess Tales
- Suki Dakara Suki (I like, therefore i like)
- Tokyo Babylon
- Wish